# Telun Berasap
Telun Berasap is een bestuurslaag in het regentschap Kerinci van de provincie Jambi, Indonesië. Telun Berasap telt 873 inwoners (volkstelling 2010).